# Exechia albicincta
Exechia albicincta är en tvåvingeart som beskrevs av Senior-white 1922. Exechia albicincta ingår i släktet Exechia och familjen svampmyggor.
Artens utbredningsområde är Sri Lanka. Inga underarter finns listade i Catalogue of Life.